# شوتا سویوشی
شوتا سویوشی (انگلیسی: Shuta Sueyoshi؛ زادهٔ ۱۱ دسامبر ۱۹۸۶) بازیگر، رقصنده، موسیقی‌دان، و بازیگر تلویزیون اهل ژاپن است.